# Plan Climat 2050 (Allemagne)
Le Plan Climat 2050 allemand (Klimaschutzplan 2050) est un document politique d'atténuation du changement climatique validé par le gouvernement allemand le 14 novembre 2016. Le plan met en avant des mesures par lesquelles l'Allemagne peut atteindre ses divers objectifs de réduction d'émission de gaz à effet de serre à horizon 2050 (voir le tableau) et tenir ses engagements internationaux pris lors de l'Accord de Paris sur le climat. Le ministère fédéral de l'Environnement, de la Protection de la nature et de la Sécurité nucléaire (BMU), sous la ministre Barbara Hendricks, a mené la création du plan. Le plan a été progressivement édulcoré depuis le brouillon ayant fui en mai 2016. Des prévisions du ministère de l'Environnement en septembre 2016 indiquent que l'Allemagne n'atteindra probablement pas les objectifs fixés pour 2020.
Le Plan Climat 2050 ne doit pas être confondu avec un document paru plus tôt, le Programme Climat 2020 (Aktionsprogramm Klimaschutz 2020), validé en décembre 2014 et qui ne définit que des objectifs jusqu'à 2020. Il a été décidé début 2017 que le Programme Climat 2020 serait supprimé.

## Objectifs climatiques
L'Allemagne a annoncé les objectifs officiels suivants d'émissions de gaz à effet de serre le 28 septembre 2010.:4–5
| Target                                                                                             | 2014   | 2020 | 2030 | 2040 | 2050       |
| -------------------------------------------------------------------------------------------------- | ------ | ---- | ---- | ---- | ---------- |
| Émissions de gaz à effet de serre (relatives à 1990)                                               | −27.0% | −40% | −55% | −70% | −80 à −95% |
| La valeur de 2030 est aussi l'objectif national pour l'Allemagne défini lors de l'accord de Paris. |        |      |      |      |            |

Concernant la politique de l'Union européenne, en octobre 2009 le Conseil de l'Union européenne s'est accordé pour dire que l'objectif de réductions approprié pour l'Europe et les autres économies développées était de 80 à 95% en-dessous des niveaux de 1990 d'ici 2050 (ce qui correspond aux objectifs de l'Allemagne).:3
En octobre 2014, le Conseil européen a approuvé un objectif pour l'Union européenne d'au moins 40% d'émissions domestiques de gaz à effet de serre en moins d'ici 2030 par rapport à 1990 (moins contraignant que l'Allemagne).:2

## Programme Climat 2020
Le Programme Climat 2020 (Aktionsprogramm Klimaschutz 2020) est une tentative de l'Allemagne pour atteindre ses objectifs officiels à horizon 2020 de réduction d'émissions de gaz à effet de serre après qu'un "fossé climatique" a été identifié. Des prévisions de 2013 montrent que l'Allemagne pourrait manquer son objectif de réduction de 40% d'environ 7% sans mesures supplémentaires. La première esquisse du programme a été publiée à la mi-novembre 2014. La façon de contrôler les émissions dues aux centrales au charbon reste controversée, mais le ministre de l'économie et de l'énergie Sigmar Gabriel (SPD) a rejeté des propositions de son ministère en octobre 2014 pour retirer 10 GW de production au charbon.
Le Plan Climat 2020 a été approuvé le 3 décembre 2014. Les documents officiels sont disponibles en anglais.
Le plus significatif dans ce nouveau programme est l'engagement à réduire de façon conséquente les émissions dues à l'électricité d'ici 2020. Pour ce faire, le gouvernement propose de limiter les émissions de ce secteur à 22 millions de tonnes entre 2016 et 2020, soit à 4,4 tonnes par an. Une fois la limite en place, les compagnies d'énergie recevront un quota basé sur leurs émissions courantes. Si elles les réduisent plus que demandé, elles pourraient vendre leur surplus aux autres entreprises. Le programme comporte également des mesures pour améliorer l'efficacité énergétique ainsi que le secteur du transport. Des groupes écologiques ont reproché au programme de ne pas aller assez loin sur la réduction de la dépendance aux centrales à charbon.
En décembre 2015, le gouvernement restait confiant quant à sa capacité d'atteindre ses objectifs d'émissions à horizon 2020 grâce aux mesures contenues dans le programme et ailleurs. Néanmoins, un rapport gouvernemental, publié le 30 septembre 2016, montre que l'Allemagne n'atteindra ses objectifs que dans le scénario le plus optimiste. Le rapport, écrit pour l'Union Européenne, est disponible en allemand. L'analyse prédit les émissions de gaz à effet de serre de l'Allemagne pour les 20 prochaines années.
Un rapport de PwC de novembre 2016 évalue les conséquences économiques et écologiques du Plan Climat 2020 et conclut que les bénéfices économiques l'emportent sur le coût des mesures proposées,. En se basant sur ce rapport, la ministre de l'Environnement Barbara Hendricks s'est exprimée dans la presse en disant que "le programme créera 430 000 emplois supplémentaires et que le PIB augmentera de 1% d'ici 2020",.
Début 2017, le gouvernement décida d'abandonner complètement le Plan Climat 2020.

## Développement du Plan Climat 2050
L'histoire du Plan Climat 2050 est plutôt engagée. Le Ministère fédéral de l'Environnement allemand dirige ce plan sous la direction de la ministre de l'Environnement Barbara Hendricks (SPD). Une procédure novatrice de concertation a été utilisée pour collecter des idées des gouvernements d'États fédérés et de villes, de groupe de défense d'intérêts et de citoyens, qui ont été reprises pour créer la première version. Des brouillons internes du plan ont fui trois fois par les médias en 2016, la première début mai, la seconde fin juin et la troisième mi-novembre.

### Accord de la coalition: 2013
La notion d'un plan pour le climat a découlé d'un accord de coalition entre le CDU, le CSU et le SPD en 2013. L'accord spécifia :
« [I]n Germany we want to define an emissions reduction pathway with a final target of 80 to 95 percent lower greenhouse gas emissions compared to 1990 by 2050. We will augment this target with concrete measures, drawn up through a broad dialogue (Climate Action Plan).:1 »
Ce qui se traduit par :
« [E]n Allemagne, nous souhaitons définir un parcours de réduction des émissions avec un objectif final de 80 à 90 pour cent par rapport aux émissions de gaz à effet de serre de 1990 d'ici 2050. Nous accompagnerons cet objectif de mesures concrètes, élaborées au travers d'un large dialogue (Plan Climat).:1 »

### Concertation: du 25 juin 2015 au 19 mars 2016
Une concertation avec les parties prenantes a commencé les 25-26 juin 2015 avec une conférence de lancement à Berlin. Un document de discussion pour cet exercice a été daté du 9 juin 2015 et est disponible en anglais. Le processus de concertation a impliqué une série de réunions avec des États fédérés (Länder), des municipalités, des associations et des citoyens, avec des délégués sélectionnés pour représenter ces divers groupes lors des forums. Le processus a été organisé par l'Institut de Wuppertal pour le climat, l'environnement et l'énergie et l'agence de dialogue IFOK,. Les propositions résultantes ont été collationnées et présentées lors d'une réunion au ministère de l'Environnement (BMU) les 18 et 19 mars 2016. Le rapport final est disponible en allemand,. Ces propositions ont été utilisées pour créer la première esquisse du Plan Climat 2050. Le gouvernement allemand a également expliqué cette procédure de concertation lors de la Conférence de Paris de 2015 sur les changements climatiques (COP 21) le 9 décembre 2015. Le principe de cette procédure était nouveau pour l'Allemagne. Le BMU en a fait une vidéo explicative.

### Premier brouillon révélé: début mai 2016
Une esquisse du plan a fuité dans les médias pour la première fois début mai 2016. Cette version résultait d'un renforcement d'une longue liste de mesures ayant émergé de la concertation. Le brouillon divulgué incluait des propositions pour :
- la réfome de l'écotaxe et l'internationalisation des coûts environnementaux ;
- des investissements écologiques ;
- la réduction des émissions dues au charbon et une sortie du charbon (Kohleausstieg) bien avant 2050 ;
- rendre les anciens et nouveaux bâtiments neutres en carbone ;
- la numérisation et l'électrification des transports ;
- un prix plancher pour le carbone et les investissements écologiques ;
- une réduction du nombre de ruminants et de la quantité de viande mangée ;
- l'utilisation des forêts comme puits de carbone et la renaturalisation des brandes pour la même raison ;
- le développement de nouveaux indices nationaux de santé ;
- l'intégration de la protection de l'environnement dans les services publics locaux et régionaux.

Le plan suggérait également l'établissement d'une commission pluraliste (i.e. avec divers groupes représentés) chargée de développer le plan de sortie du charbon d'ici mi-2017.
À la suite de ces documents révélés, les gouvernements des États fédéraux sont devenus de plus en plus préoccupés par le fait qu'ils étaient engagés dans des objectifs écologiques qui pourraient nuire à leurs économies régionales.

### Second brouillon révélé: 21 juin 2016
Une esquisse du plan a fuité dans les médias pour la seconde fois fin juin 2016. Elle était datée du 21 juin 2016 et est disponible au téléchargement en allemand. Contrairement à la première fois, ce brouillon a été compilé après une consultation avec le ministère ministère fédéral de l’Économie et de l'Énergie (BMWi).
Cette nouvelle version montre que le secteur domestique pourrait échapper à des objectifs d'émission spécifiques et qu'une date de fin pour les centrales à charbon a été omise. Les versions précédentes avait contenu des objectifs spécifiques aux secteurs de l'énergie, du transport, de l'industrie, du bâtiment et de l'agriculture. Le secteur de l'énergie qui devait auparavant faire un effort "considérable" ne doit maintenant qu'en faire un "approprié". Plutôt que de déclarer que les centrales à charbon doivent fermer "bien avant 2050", le nouveau brouillon souligne que "la part de production électrique par le charbon diminuera" et qu'il y aura une "baisse pas-à-pas". Le brouillon précédent déclarait que le secteur du transport aurait besoin de faire des efforts de réduction d'émission "disproportionnés" (compte tenu de la faible performance de ce secteur à ce moment), ce qui a été réduit à une contribution "ambitieuse". D'autres propositions sont restées, telles que le développement d'une réforme sur la taxe écologique. Le plan inclut également des objectifs de modernisation des systèmes de chauffage et de refroidissement des bâtiments, notamment plus de nouveau chauffage au fioul dans les maisons après 2030.
La proposition pour une Commission pour la Protection du Climat, la Croissance, le Changement Structurel et la Réalisation de la Transition Énergétique (Kommission "Klimaschutz, Wachstum, Strukturwandel und Vollendung der Energiewende") reste, mais désormais sans la tâche de développer un plan de sortie du charbon.
L'affaiblissement du plan est aussi la conséquence d'associations industrielles critiquant sans cesse les secteurs visés et les mesures détaillées. Elles craignaient que cela nuirait à la performance économique de l'Allemagne et à sa compétitivité internationale.

### Brouillon officiel: 6 septembre 2016
Un brouillon officiel a été publié le 6 septembre 2016 et est disponible en allemand. Ce brouillon conserve une disposition pour l'établissement d'une Commission pour la Protection du Climat, la Croissance, le Changement Structurel et la Réalisation de la Transition Énergétique.
Le contenu a toutefois été édulcoré considérablement. Les objectifs de réduction d'émission ont été complètement supprimés. Le brouillon précédent, ayant fuité en juin 2016, déclarait que d'ici 2030, "une large majorité des nouvelles voitures enregistrées" devrait être alimentée par électricité ou par biocarburant. Mais le nouveau brouillon déclare à peine que "le gouvernement vise à réduire significativement les émissions des voitures d'ici 2030" et que celles électriques peuvent contribuer à atteindre cet objectif.
Les groupes écologiques sont devenus de plus en plus critiques vis-à-vis du plan alors que chaque itération menait à une réduction des dispositions pour protéger le climat. Les ONGs ont été particulièrement préoccupées par le manque de détails concernant la sortie du charbon. Le 24 septembre 2016, Greenpeace Allemagne publia un rapport critiquant la suppression de certaines mesures ayant découlé du processus de concertation,.

### Délibérations du gouvernement fédéral: fin 2016
Fin 2016, le plan a été envoyé à la Chancellerie (Bundeskanzleramt) pour coordonner la version finale devant être approuvée par le gouvernement fédéral (Bundeskabinett).
Les reportages des médias de fin octobre 2016 suggèrent un large fossé entre le ministère de l'économie et de l'énergie (BMWi) et le ministère de l'environnement (BMU) au sujet du plan et de la procédure de sortie des centrales à charbon (Kohleausstieg). Le ministre de l'économie et de l'énergie Sigmar Gabriel s'oppose à la planification d'une date de sortie du charbon avant que des emplois alternatifs pour les mineurs de lignite aient été déterminés.
Un brouillon révisé du plan, mis en circulation par le ministère de l'environnement le 4 novembre 2016, a été obtenu par Süddeutsche Zeitung. Le plan est devenu plus strict and contient maintenant des passages qui avaient été supprimés lors des négociations entre les ministères. Le nouveau plan exclut également l'ouverture de nouvelles centrales à charbon et l'expansion des mines à ciel ouvert. Il appelle aussi le gouvernement à exercer une pression pour un prix plancher à échelle européenne pour les allocations d'émissions distribuées par le SCEQE,.
Le 7 novembre 2016, plus de 40 entreprises allemandes, incluant les fournisseurs d'énergie EnBW et MVV Energie, ainsi que l'opérateur de réseau électrique 50Hertz, Commerzbank, Deutsche Telekom, Ikea et Hochtief font pression pour un programme plus ambitieux, qui assure que les engagements de l'Allemagne vis-à-vis de l'accord de Paris soient respectés. Les entreprises veulent des objectifs d'émission par secteur pour 2030 et déclarent que "ce n'est que de cette manière que de nouveaux modèles commerciaux et des plans concrets pour la décarbonation peuvent être développés". Ils veulent que l'objectif soit de "rapidement basculer sur un mix énergétique 100% renouvelable". L'économiste britannique Nicholas Stern supporte aussi un plan plus ambitieux,. La déclaration initiale des entreprises est disponible.
Le 8 novembre 2016, le ministre de l'économie et de l'énergie Sigmar Gabriel opposa son veto au plan du fait des préoccupations du syndicat IG BCE, supporté par le groupe industriel BDI. Le brouillon ne donne pas d'échéance pour la sortie du lignite, malgré le fait que Gabriel a dit qu'il s'attendait à ce que le lignite soit toujours d'usage après 2040. Le 11 novembre 2016, l'agence de presse Reuters reporta que la chancelière Angela Merkel et les ministres Gabriel et Hendricks s'étaient accordés sur une nouvelle version,.

### Accord: 14 novembre 2016
Le 14 novembre 2016, le gouvernement a officiellement adopté et publié le nouveau plan,,. Il a été supervisé par un gouvernement de grande coalition CDU/CSU/SPD mené par Angela Merkel. Le calendrier a permis à la ministre Barbara Hendricks de présenter le plan allemand à la COP 22 tenue à Marrakech au Maroc. Le Canada, le Mexique et les États-Unis ont également présenté leurs plans climatiques.

## Plan Climat 2050
La version officielle du Plan Climat 2050 est disponible en allemand et fait 91 pages. Un résumé officiel des principes et objectifs sous-jacents au plan est disponible en anglais.
Le plan devra être complété par un programme de mesures politiques, développé par le parlement allemand (Bundestag), qui devra être mis en place en 2018. Des rapports annuels suivront son avancement et devraient faciliter les ajustements politiques pour des besoins spécifiques.:6

### Préambule
Le plan commence avec un préambule déclarant que le document est un travail en cours et "ne peut pas ni ne veut être un plan d'action détaillé". Il indique aussi qu'il n'y aura "pas de dispositions rigides" et que le plan est technologiquement neutre et ouvert à l'innovation. Le préambule souligne que le gouvernement maintiendra dans le même temps la compétitivité de l'Allemagne :

« We want to advance the upcoming changes without structural ruptures. It's about using the strength and creativity of the German market economy, as well as the forces of competition to reach existing national, European and international climate protection targets. »

Le préambule réitère également les objectifs climatiques de 2010 de l'Allemagne (voir le tableau) et ses engagements en 2016 lors de l'accord de Paris.

### Objectifs par secteur
Les objectifs par secteur sont restés controversés tout au long du développement du plan. Malgré cela, le document officiel spécifie désormais des objectifs par secteur, pour la première fois sous une politique nationale de protection du climat. Les objectifs par secteur initiaux feront l'objet d'une évaluation complète d'impact et d'une consultation et pourront bien être ajustés en 2018 en conséquence de cela.
| Secteur                                                                          | 1990 | 2014 | 2030    | Réduction (2030 relatif à 1990) |
| -------------------------------------------------------------------------------- | ---- | ---- | ------- | ------------------------------- |
| Energie                                                                          | 466  | 358  | 175–183 | 61–62%                          |
| Bâtiment                                                                         | 209  | 119  | 70–72   | 66–67%                          |
| Transport                                                                        | 163  | 160  | 95–98   | 40–42%                          |
| Industries                                                                       | 283  | 181  | 140–143 | 49–51%                          |
| Agriculture                                                                      | 88   | 72   | 58–61   | 31–34%                          |
| Autres                                                                           | 39   | 12   | 5       | 87%                             |
| Total                                                                            | 1248 | 902  | 543–562 | 55–56%                          |
| Unités : million de tonnes eq. CO2. Les valeurs de 1990 et 2014 sont effectives. |      |      |         |                                 |

En comparaison, la contribution déterminée au niveau national par l'Allemagne lors de l'accord de Paris est de -55 % par rapport à 1990 (ce qui correspond à la dernière cellule du tableau).

### Commission pour la croissance, le changement structurel et le développement régional
Le plan établit une commission pour la croissance, le changement structurel et le développement régional. Mais contrairement aux versions précédentes, la commission n'aura pas à fixer de date pour la sortie du charbon. Au lieu de cela, elle "supportera les changements structuraux" découlant de la transformation et "développera un ensemble d'outils qui connecteront le développement économique, le changement structurel, l'acceptabilité sociale et la protection du climat". La commission sera basée au Ministère de l'Économie et de l'Énergie mais consultera d'autres ministères, états fédéraux, municipalités et syndicats, ainsi que des entreprises et régions concernées. Il est prévu que la commission commencera son travail début 2018 et en rapportera le fruit fin 2018,.:4–5

### Système communautaire d'échange de quotas d'émission
Le plan souligne le système communautaire d'échange de quotas d'émission (European Union Emission Trading Scheme – EU ETS) comme un outil principal de protection du climat couvrant le secteur de l'énergie et des parties de l'industrie en Europe centrale. Le gouvernement veut renforcer les signaux par les prix et fera campagne pour rendre le EU ETS "efficace" à un niveau européen. Les dispositions précédentes pour fixer un prix plancher pour les quotas d'émissions ont été supprimées.

### Énergie
L'objectif pour 2030 en GES du secteur de l'énergie est 175–183 millions de tonnes eq. CO2, soit une réduction de 61-62% par rapport à 1990. L'approvisionnement en énergie doit être "presque complètement décarboné" d'ici 2050, avec des énergies renouvelables comme sources principales. Pour le secteur de l'électricité, « sur le long terme, la génération d'électricité doit être basée intégralement sur des énergies renouvelables » et « la part d'éolien et de solaire dans la production électrique totale augmentera significativement ».
Si « possible et raisonnable économiquement », l'énergie renouvelable sera utilisée directement dans tous les secteurs et l'électricité de sources renouvelables sera utilisée efficacement pour le chauffage, le transport et l'industrie. L'usage de la biomasse sera limité et principalement basé sur les déchets. Le plan affirme que migrer vers une électricité basée sur des sources renouvelables tout en assurant la sécurité de l'approvisionnement est "techniquement faisable". Pendant la transition, "les centrales de gaz naturel moins émettrices de carbone et les centrales à charbon existantes les plus modernes jouent un rôle important de technologies intérimaires".
Le plan déclare que "les objectifs climatiques ne peuvent être atteints qu'à condition que la part du charbon dans la production électrique soit réduite pas-à-pas". De plus, le gouvernement allemand "dans coopération au développement, ne supporte pas la création de nouvelles centrales à charbon". Les régions dépendant du charbon, comme la Lusace, demandent une considération spéciale : "nous devons réussir à établir des perspectives concrètes pour le futur des régions affectées, avant que des décisions concrètes sur la réduction progressive de l'industrie du charbon soient prises".
Néanmoins, un plan de sortie du charbon pour l'Allemagne est sous-entendu dans le plan, a dit la ministre de l'Environnement Barbara Hendricks dans une interview le 21 novembre 2016. "Si vous lisez attentivement le Plan Climat, vous constaterez que la suppression des centrales à charbon est une conséquence directe des objectifs du secteur de l'énergie. [...] D'ici 2030 [...] la moitié de la production électrique au charbon devra être supprimée, relativement à 2014", a dit Hendricks,.
Le plan établit également un fonds régional pour encourager de nouvelles entreprises à s'installer dans les régions minières. Le gouvernement devra s'assurer que le droit de la concurrence de l'Union Européenne n'interdise pas ce fond.

### Bâtiment
L'objectif pour 2030 d'émissions de GES du secteur du bâtiment est de 70-72 millions de tonnes eq. CO2, soit une réduction de 66-67% par rapport à 1990. D'après le plan, l'ensemble des bâtiments en Allemagne sera en grande partie neutre en carbone d'ici 2050 et leurs besoins limités en énergie seront satisfaits par les énergies renouvelables. Du fait du lent remplacement des bâtiments, le travail préparatoire pour atteindre cet objectif doit être fait d'ici 2030. Le gouvernement investira largement dans des programmes d'implémentation de hauts standards énergétiques pour les bâtiments. Le chauffage, la climatisation et l'approvisionnement en électricité basculeront progressivement sur des sources renouvelables. Le gouvernement mettra fin à ses aides aux programmes dépendant des énergies fossiles d'ici 2020 et orientera plutôt son support vers des programmes basés sur des énergies renouvelables. L'objectif est de "rendre les systèmes basés sur les énergies renouvelables beaucoup plus attractifs que ceux s'appuyant sur les énergies fossiles".

### Transport
L'objectif pour 2030 d'émissions de GES du secteur du transport est de 95-98 millions de tonnes eq. CO2, soit une réduction de 40-42% par rapport à 1990. Contrairement aux versions précédentes, le plan ne fixe pas maintenant de date à partir de laquelle toutes les nouvelles voitures devront être sans émission. Au lieu de cela, le plan affirme que des limites d'émissions plus strictes pour les nouvelles voitures seront fixées par l'Union Européenne et que "le gouvernement défendra un établissement ambitieux des cibles" pour que son objectif de 2030 soit atteint. Ces réductions dériveront d'une efficacité accrue et d'un usage croissant d'énergie neutre en gaz à effet de serre. De telles réductions demanderont "une contribution significative de l'électrification des nouvelles voitures et devront avoir la priorité". Le plan souligne la contribution potentielle des biocarburants, déclarant que "dans le scénario ciblé, l'approvisionnement énergétique des trafics routier et ferroviaire ainsi qu'une partie des trafics aérien et maritime bascule sur des biocarburants sous condition de compatibilité écologique, sinon principalement sur des sources d'électricité renouvelables ainsi que sur d'autres carburants neutres en émissions". Le besoin de supporter les transports en commun, le train et le vélo est mis en avant dans le plan. Il indique que la prochaine étape est de déterminer le cadre nécessaire pour que les nouveaux groupes motopropulseurs et nouveaux vecteurs énergétiques puissent être adoptés à grande échelle. Cela alors "soulève la question de quand, au plus tard, ils devraient être introduits dans le marché et de quel taux de pénétration ils devraient atteindre d'ici quelle date".

### Industrie
L'objectif d'émissions de GES pour 2030 de l'industrie est de 140-143 millions de tonnes eq. CO2, soit une réduction de 49-51% par rapport à 1990. Du progrès a été fait et, à compter de 2016, le secteur doit réduire ses émissions d'environ 20% supplémentaires. Néanmoins, le plan met en avant le besoin de maintenir la compétitivité internationale :
« With our modernizing strategy for the economy, the correct political framework, and active regional and structural policy that supports structural change, we want to create dependable framework conditions for the German economy, to adjust to this transformational process early, and use the possibilities connected to it. »
Le plan poursuit sur le fait que, malgré les coûts et les défis, la protection du climat pourrait devenir un "moteur d'innovation" pour une économie moderne high-tech. Le plan reconnait que certaines émissions industrielles ne peuvent être évitées – par exemple, celles provenant de la production d'acier ou des usines chimiques. De telles émissions devraient être réduites autant que possible en développant de nouveaux processus et remplaçant les anciens – ou au travers de la capture et de l'utilisation du carbone (CCU) ou de sa séquestration géologique. Le gouvernement lancera un programme de recherche et développement pour faire avancer ces processus et ceux bas-carbone,.:5

### Agriculture
L'objectif d'émissions de GES pour 2030 de l'agriculture est de 58-61 millions de tonnes eq. CO2, soit une réduction de 31-34% par rapport à 1990. Le plan reconnait que l'agriculture ne peut être nulle en émissions, du fait des processus biologiques inhérents aux cultures et au bétail. Le plan se concentrera plutôt sur la réduction autant que possible des émissions et sur un usage plus efficace des ressources. Environ un tiers des émissions agricoles sont dues au protoxyde d'azote au travers des fertilisants. Le gouvernement veut réduire ces émissions grâce à une meilleure gestion et de la recherche et développement. Un autre tiers des émissions provient des animaux ruminants. Le gouvernement développera une stratégie globale pour réduire les émissions dues à l'élevage de bétail d'ici 2021. Le plan déclare que 20% des terres agricoles d'ici 2030 "devront être utilisées pour de l'agriculture biologique", par rapport à 6.3% en 2014. Le gouvernement prône aussi l'usage d'outils financiers sous une politique agricole commune réformée pour réduire les émissions de gaz à effet de serre.

### Utilisation du territoire et foresterie
L'utilisation du territoire et la foresterie offrent des opportunités pour la séquestration de carbone. Le gouvernement priviligiera l'amélioration de la performance des forêts comme puits de carbone. Un mode de gestion durable des forêts sera aussi mis en avant et des prairies et marais permanents devront être préservés. L'expansion des lieux d'habitat et des infrastructures de transport sera réduite à 30 ha par jour d'ici 2020 et à 0 d'ici 2050.

### Questions financières
D'après le plan, le gouvernement étudiera comment réviser progressivement les taxes d'aujourd'hui à 2050, étant entendu que "les taxes et prélèvements peuvent inciter à une activité économique écologique" et que "des taxes et prélèvements écologiques peuvent produire des comportements économiques respectueux du climat de façon rentable". Le gouvernement cherchera également à réduire les subventions néfastes à l'environnement. En plus de cela, il supportera les efforts de réconciliation des flux financiers globaux avec les objectifs de protection du climat, par exemple au travers de son rôle dans le Conseil de stabilité financière du G20,.

### Réalisation et révision du plan
Le plan nécessite une transformation progressive, au travers d'un processus d'apprentissage impliquant la communauté scientifique et accompagné d'un dialogue public.:6 Il est donc prévu que le plan puisse et devrait s'adapter au changement des conditions technologiques, politiques et sociales. Le plan sera révisé tous les cinq ans pour s'aligner avec l'évolution la contribution déterminée au niveau national (nationally determined contribution, NDC) de l'Allemagne lors de l'accord de Paris. La première mise à jour est donc prévue fin 2019 ou début 2020. Dès 2018, le gouvernement souhaite renforcer le plan en quantifiant les divers efforts de réduction d'émissions ainsi que leurs impacts écologiques, sociaux et économiques. Les objectifs par secteur pourront être modifiés en conséquence. Un rapport annuel devrait aider le gouvernement à évaluer et ajuster ses mesures spécifiques de protection du climat à court terme.

## Réactions
Thilo Schaefer, expert en climat et énergie à l'Institut de Cologne pour la Recherche Économique (IW) commente cela :
« On dirait que le gouvernement a oublié que le secteur de l'énergie et l'industrie participaient déjà au Système communautaire d'échange de quotas d'émission [...] En fin de compte, ce sera plus coûteux pour les secteurs concernés, mais ils n'économiseront pas une seule tonne de CO2 supplémentaire [...] parce que les émissions évitées par l'Allemagne peuvent être récupérées par d'autres états. »
Simone Peter, coprésidente du parti allemand Alliance 90 / Les Verts, a dit :
« Le plan n'était plus pertinent, qu'il était devenu une coquille vide, parce que les collègues ministériels de Hendricks avaient supprimé tout ce qui pouvait être pertinent - que ce soit la sortie du charbon, la fin des moteurs à combustion ou la transition du secteur agricole. »
Klaus Töpfer, le directeur fondateur de l'Institut des Études de Durabilité Avancée (de) (IASS), a dit :
« Ce plan n'est certainement plus capable d'assurer la contribution de l'Allemagne à l'accord de Paris. Du travail supplémentaire sera nécessaire. »
Regine Günther, directrice de la politique et du climat à WWF Allemagne, a dit :
« La version courante du plan climat n'est qu'une fraction de ce qui est nécessaire. Un seul bénéfice : tous les secteurs reçoivent des objectifs précis de réduction d'émissions, ce que le WWF salue. Néanmoins, la liste des points négatifs est bien plus longue : il n'y a aucune mesure appropriée pour atteindre ces objectifs. Il y a également un blanc au sujet du problème du charbon. Le plan a complètement ignoré le besoin urgent d'interdire le développement des mines à ciel ouvert. La commission sur le charbon ne commencera pas avant 2018, après les élections fédérales. Il manque aussi un prix minimum sur le carbone. Au travers de ce plan, les lobbys de l'industrie et de l'énergie ont prouvé à quel point ils étaient installés au ministère de l'Économie. Avec un tel plan, il ne peut y avoir d'ambition de protection du climat. »
Ottmar Edenhofer (de), un économiste allemand du climat et directeur du MCC (de), a critiqué le plan. Il a dit que le ministre de l'Économie et de l'Énergie « Sigmar Gabriel a cédé aux lobbyistes et a malheureusement favorisé des intérêts sur le court terme au détriment d'intérêts sur le long terme »,.